# Agave ghiesbreghtii
Agave ghiesbreghtii ist eine Pflanzenart aus der Gattung der Agaven (Agave). Ein englischer Trivialname ist „Montecito Agave“.

## Beschreibung
Agave ghiesbreghtii bildet Ableger und sprosst reichlich. Die variablen, breit lanzett- bis eiförmigen dicken, steifen, rinnigen, dunkel- bis hellgrünen Blätter sind 30 bis 40 cm lang und 7 bis 10 cm breit. Die hornigen Blattränder sind flexibel gezahnt. Der braune bis graue Enddorn ist 2 bis 4 cm lang.
Der ährige, dichtblütige Blütenstand wird 3 bis 4 m hoch. Die grün- bis braungefärbten Blüten sind 40 bis 50 mm lang. Die breite trichterige Blütenröhre ist 3 bis 5 mm lang.
Die Blütezeit reicht von März bis Mai.

## Systematik und Verbreitung
Agave ghiesbreghtii wächst in Mexiko in Puebla, Oaxaca, Guerrero, Chiapas und in Guatemala an steinigen Hängen, in Gras- und Waldland bis 2200 m Höhe. Sie ist vergesellschaftet mit Sukkulenten- und Kakteenarten.
Die Erstbeschreibung durch Georg Albano von Jacobi ist 1864 veröffentlicht worden. Synonyme sind Agave roezliana (Baker), Agave purpusorum (Berger) und Agave huehueteca (Standley & Steyermark).
Agave ghiesbreghtii ist ein Vertreter der Gruppe Marginatae. Typisch sind die kurzen, breiten Blätter. Die schmalen, hornigen Blattränder sind gezahnt. Sie ist nahe verwandt mit Agave kerchovei.